# جى إدوارد برومبيرج
جى إدوارد برومبيرج (بالإنجليزية: J. Edward Bromberg)‏ هو ممثل مجري وأمريكي، ولد في 25 ديسمبر 1903 في رومانيا، وتوفي في 6 ديسمبر 1951 بلندن في المملكة المتحدة بسبب نوبة قلبية.

## أعمال

### أفلام
- (1940) علامة زورو
- (1943) شبح الأوبرا

## وصلات خارجية
- جى إدوارد برومبيرج على موقع IMDb (الإنجليزية)
- جى إدوارد برومبيرج على موقع ألو سيني (الفرنسية)
- جى إدوارد برومبيرج على موقع أول موفي (الإنجليزية)
- جى إدوارد برومبيرج على موقع قاعدة بيانات برودواي على الإنترنت (الإنجليزية)
- جى إدوارد برومبيرج على موقع قاعدة بيانات برودواي على الإنترنت (الإنجليزية)
- جى إدوارد برومبيرج على موقع قاعدة بيانات الأفلام السويدية (السويدية)
- جى إدوارد برومبيرج على موقع إن إن دي بي (الإنجليزية)
- جى إدوارد برومبيرج على موقع قاعدة بيانات الفيلم (الإنجليزية)
- جى إدوارد برومبيرج على موقع كينوبويسك (الروسية)